# Obmannschaft (Verwaltung)
Die Obmannschaft war eine  Verwaltungseinheit im Herzogtum Bayern bzw. Kurfürstentum Bayern. Die Obmannschaften wurden 1802 aufgelöst. Ihnen folgten die Steuerdistrikte und durch das Gemeindeedikt (1818) die Gemeinden als unterste Verwaltungseinheit.

## Geschichte
Herzog Ludwig der Reiche von Bayern-Landshut führte erstmals im Jahr 1464 die Obmannschaften als kleinste Verwaltungseinheit im ländlichen Raum seines Herzogtums ein. Dabei war nur das Gebiet außerhalb des Burgfriedens von Märkten und Städten in Obmannschaften gegliedert.
Die Obmannschaften bestanden aus mehreren Ortschaften wie Dörfern, Weilern und Einöden, manchmal auch nur aus einem einzigen Dorf. Auch die zu Hofmarken gehörigen Ortschaften waren Obmannschaften zugeordnet. Die Obmannschaften lehnten sich meist an Pfarrbezirke an und waren insbesondere für Steuerzwecke, Scharwerksleistung, militärische Dienstleistungen, die Organisation des militärischen Aufgebotes und Fuhr- und Spanndienste im Kriegsfall zuständig.
Anfangs waren die Obmannschaften nach ihrem jeweiligen Obmann benannt, im Jahr 1532 aber bereits nach Orten. Den Obmannschaften standen spätestens im 18. Jahrhundert jeweils zwei Obmänner vor.
Joseph von Hazzi schreibt dazu 1801: Jedes Dorf mit den dazu gelegenen Einöden macht eine eigene Haupt= oder Obmannschaft aus, wo zwei immer die Obmänner vorstellen.
Die nächsthöhere Verwaltungseinheit war das Amt (auch Schergenamt genannt). Dem Schergenamt stand der Scherge oder Amtmann vor. Über dem Amt wiederum stand das Landgericht. Der Bestand der Obmannschaften war über die Jahrhunderte nicht konstant. Benachbarte Obmannschaften wurden oft zusammengelegt, wie z. B. im 16. Jahrhundert Günzkofen mit Frichlkofen zu Günz und Früchlkofen.
Die Obmannschaften wurden 1802 im Zuge der Reformen des Grafen Montgelas aufgelöst. Ihnen folgten im ländlichen Raum die Steuerdistrikte (1808) und durch das Gemeindeedikt (1818) die Gemeinden als unterste Verwaltungseinheit.
Beispiele für Obmannschaften
- Obmannschaft Kienraching
- Obmannschaft Nußdorf